# Montes Maias
Os montes Maias constituem uma cadeia montanhosa situada no Belize e na Guatemala oriental. O ponto mais elevado é Victoria Peak a cerca de 1120 metros de altitude, situado aproximadamente 250 a sul de Belmopan, a capital do Belize.
Os montes Maias e região próxima albergam importantes ruínas maias e áreas naturais. A reserva natural mais importante é o Santuário de Vida Selvagem da Bacia de Cockscomb